# Peter Hamm
Peter Hamm (27 de febrero de 1937 – 22 de julio de 2019) fue un poeta alemán, además de escritor, periodista, editor y crítico literario. Hizo varios documentales, así sobre Ingeborg Bachmann y sobre Peter Handke. Se le considera un serio y conocido divulgador cultural.

## Vida
Hamm nació en Múnich, en 1937, y perdió a su madre en 1940. Fue educado por sus familiares; salió de la escuela a los 14 años. Empezó enseguida a colaborar en la venta de libros, pero no siguió en ese oficio.
Sus primeros poemas aparecieron en 1954, y ya en 1956 fue invitado a lecturas públicas en el famoso Grupo 47, que destacaba entonces en las letras de Alemania. Hamm estudió literatura fuera de la universidad, y se relacionó con escritores como Peter Huchel, Nelly Sachs y Paul Celan.
Empezó a trabajar en la Editorial Neske, donde estuvo entre 1959 y 1960. Colaboró en la prensa escrita como crítico literario y musical, así en Der Spiegel y Die Zeit.
De 1964 a 2002, Hamm fue redactor cultural para la radio bávara (Bayerischer Rundfunk). Realizó documentales diversos, por ejemplo sobre Ingeborg Bachmann, Heinrich Böll, Martin Walser y Peter Handke.
Hamm fue miembro de la Academia Alemana de la lengua (Deutsche Akademie für Sprache und Dichtung) desde 1991, y de la Academia Bávara de Artes (Bayerische Akademie der Schönen Künste), desde 1996.
Fue miembro del Pen Zentrum. Formó parte del jurado para el premio Petrarca, y del formado para otorgar el premio Peter Huchel. Colaboró como crítico literario en la TV suiza de 1990 a 2014.
Recibió Hamm el premio Grimme en 1976 por su film  Die verbotene Schönheit, sobre el músico Hans Werner Henze. Destacó en el siglo XXI también por su film sobre Handke, en 2002, que luego pasó a ser un elaborado libro de conversaciones.

## Obra

### Poesía
- Sieben Gedichte, Stierstadt im Taunus (Eremiten-Presse) 1958.
- Der Balken. Múnich - Viena (Carl Hanser Verlag) 1981.
- Die verschwindende Welt, Hanser, 1985 y luego en Fráncfort del M. (Fischer Taschenbuch), 1988.
- Den Traum bewahren, Gisela Lindner, Friedrichshafen, 1989, poesía y ensayos

### Ensayos
- Kritik / von wem / für wen / wie – Eine Selbstdarstellung der Kritik, ed. de Peter Hamm. Múnich. Trad. esp.: Crítica de la critica, Barcelona (Barral) 1971.
- Der Wille zur Ohnmacht, Múnich - Viena (Akzente, Carl Hanser Verlag) 1992.
- Aus der Gegengeschichte / Lobreden und Liebeserklärungen, Múnich - Viena (Akzente / Carl Hanser) 1997.
- Die Kunst des Unmöglichen oder Jedes Ding hat (mindestens) drei Seiten, Múnich - Viena (Akzente Carl Hanser Verlag) 2007. Sobre literatura.
- Pessoas Traum oder: "Sei vielgestaltig wie das Weltall!" Aufsätze zur Literatur, Múnich - Viena (Akzente, Carl Hanser) 2012
- Ins Freie! Wege, Umwege und Irrwege in der modernen Schweizer Literatur, Zúrich (Limmat Verlag) 2014.
- Peter Handke und kein Ende. Stationen einer Annäherung, Wallstein, Gotinga, 2017.
- "Untröstlichkeit und Trost – eulogy for the recipient of the Herbert von Karajan Music Prize, Alfred Brendel", en Alfred Brendel zu Ehren, Warmbronn (ed. Ulrich Keicher) 2009.

### Conversaciones
- Peter Handke / Peter Hamm: Es leben die Illusionen – Gespräche in Chaville und anderswo. Gotinga (Wallstein Verlag) 2006. Trad. esp.: Vivan las ilusiones – Conversaciones en Chaville y en otros lugares, por Eustaquio Barjau. Valencia, Pre-Textos, 2011.
- Thomas Bernhard / Peter Hamm: Sind Sie gern böse? Ein Nachtgespräch zwischen Thomas Bernhard und Peter Hamm im Hause Bernhard in Ohlsdorf. Fráncfort d. M. (Suhrkamp) 2011, Trad. esp.: ¿Le gusta ser malvado?, por Miguel Sáenz, Madrid, Alianza, 2013.